# VVS Sofia
El VVS Sofia es un equipo de fútbol de Bulgaria que jugó en la Liga Profesional de Bulgaria, la primera división nacional.

## Historia
Fue fundado en el año 1949 en la capital Sofia como el equipo representante de la Fuerza Aérea de Bulgaria. Tres años después logra el ascenso a la Liga Profesional de Bulgaria de la cual desciende tras una temporada.
En 1954 el club volvería a la primera división donde finalizaría en octavo lugar, pero es descendido por la reorganización de los equipos relacionados al ejército al fusionarse con en CDNA Sofia y su lugar en la primera división lo tomó el Torpedo Ruse. Desde entonces el club solo se limita a participar en el Campeonato del Ejército.
El club participó en dos temporadas en la primera división en donde jugó 54 partidos, 13 victorias, 21 empates y 20 derrotas; anotó 60 goles y recibió 63.

## Palmarés
- B PFG: 2

1952, 1954

## Jugadores

### Jugadores destacados
| - Aleksandr Kostov - Joncho Arsov - Stefan Gerenski - Dimitar Minchev | - Panko Georgiev - Iván Kolev - Doycho Bachov - Dimitar Yordanov |